# Blublu
Blublu ist ein Ort im Distrikt Mé-Zóchi auf der Insel São Tomé im Inselstaat São Tomé und Príncipe. 2012 wurden 19 Einwohner gezählt.

## Geographie
Der Ort liegt auf einer Höhe von ca. 50 m etwa zwei Kilometer südwestlich der Hauptstadt São Tomé zusammen mit Bobo Forro an der Rua 3 de Fevereiro. Ehemals befand sich an der Stelle eine Plantage.